# Castelnau (ville)
Pour les articles homonymes, voir Castelnau.
Un castelnau (de l'occitan castèl nòu, du latin castellum novum : château neuf) est un village ou une ville fondée au Moyen Âge à proximité d'un château.

## Variantes linguistiques
Le pluriel se forme selon la langue d'origine : les castelnaus. Quelques auteurs intègrent le lexique spécialisé du français en adoptant le pluriel normatif les castelnaux.
En toponymie, on trouve parfois la cacographie Castelnaud. Une partie des Châteauneuf sont d'anciens Castelnau francisés et se trouvent donc situés dans le domaine d'oc. Le catalan utilise le terme de castellnou alors que le béarnais utilise castètnau et le gascon castèth nau.
L'équivalent français ou francisé est « châteauneuf » ; cependant, au nord du domaine d'oïl les formes neuchâtel, neufchâtel et neufchâteau sont plus courantes, bien qu'on trouve un Châteauneuf en Ille-et-Vilaine, un autre en Bourgogne (Châteauneuf-en-Auxois), dans le Berry (Châteauneuf-sur-Cher) ou encore en Eure-et-Loir (Châteauneuf-en-Thymerais).

## Historique
À la fin du haut Moyen Âge, les bourgs qui forment encore l'essentiel de la trame villageoise actuelle en France se mettent en place. Entre les XIe et XIIe siècles, deux structures attirent l'habitat : le château et l'église.
Durant cette période de deux siècles, on relève dans la documentation, une cascade de « castra », « castet », « forts », « castelnaux », décrits comme des agglomérations fortifiées subordonnées à une motte castrale ou à un château en pierre. Ces castelnaux se présentent sous forme d'un noyau d'habitat fortement aggloméré, implanté généralement sur des sites défensifs en hauteur.
On rencontre plusieurs types de plans:village rond comme à Fourcès dans le Gers, village-rue étiré sur un promontoire comme à Biran dans le Gers, village en arcs de cercle concentriques étagés en terrasses et dominé par le château.
La disposition d'un habitat serré à l'intérieur d'un espace clos exclut toute idée de spontanéité. Il s'agit donc bien de fondations organisées et planifiées.
Ainsi, la création de ce bourg autour d'un château donne un bourg castral, c'est-à-dire un bourg né d'un château. L'association du château et du bourg castral donne un ensemble que l'on nomme castelnau en Gascogne et dans le Languedoc, terme occitan signifiant château neuf.
Les castelnaus ont pour origine des agglomérations créées par un seigneur dans la dépendance d’un château, pour contrer le mouvement des sauvetés, localités constituées autour des églises ou abbayes, et placées sous l'autorité du clergé.
L'aristocratie féodale a cherché, aussi, à regrouper les populations rurales afin d'améliorer la productivité de l'agriculture et de mieux capter les fruits de la croissance.
L'enceinte du castelnau apparait aussi comme une réponse à l'insécurité diffuse qui régnait dans le Midi pendant cette période.
Les féodaux, ont pu par ce moyen, remodeler l'habitat selon leurs intérêts et en lui donnant la forme qui correspondait à leur vision hiérarchisée et militarisée de la société.
Il s'est trouvé, en fait, que les préoccupations des seigneurs rejoignaient les aspirations des paysans à la sécurité et à un développement économique.
Les castelnaus sont à distinguer des bastides qui sont des fondations intégrales à partir d'une place vacante, une sorte d'opération immobilière, dont la caractéristique est l'attestation d'un acte de fondation et un fondateur. Il existe toutefois quelques rares compromis de bastides encastelées, ou bourgs castraux, difficiles à distinguer dans l'absolu, ce qui est au centre de la fondation restant le marché.

## Toponymie
Muret, Mont-de-Marsan, Mugron, Pau, Roquefort étaient à l’origine des castelnaus. 
Le nom de Castelnau était complété par un nom de fief : Castelnau-Magnoac, Castelnau-Barbarens, etc. 
On peut, ainsi, encore aujourd'hui déduire l'origine des villages par la présence dans leur nom des mots tels que : castera dans Castera-Verduzan, castel dans Belcastel ou Castelsarrazin ou Castelnaudary, Castelnau-le-Lez, etc.